# Konzert für Víctor Jara
Konzert für Víctor Jara (en castellano: «Concierto para Víctor Jara») es un álbum tributo en directo dirigido al cantautor chileno Víctor Jara (1932-1973). Fue lanzado en Alemania en 1999, y es interpretado por varios artistas de diversas nacionalidades: los chilenos Inti-Illimani y Óscar Andrade, los griegos María Farantoúri y Petros Pandis, el alemán Hannes Wader y el argelino Hamid Baroudi.
El primero de sus temas corresponde a una grabación introductoria interpretada por el mismo Víctor Jara.

## Lista de canciones
| Konzert für Víctor Jara |                             |                                  |                          |          |  |
| N.º                     | Título                      | Escritor(es)                     | Intérprete               | Duración |  |
| 1.                      | «Intro»                     | Víctor Jara                      | Víctor Jara              | 0:59     |  |
| 2.                      | «La Fiesta de la Tirana»    | popular chilena                  | Inti-Illimani            | 3:02     |  |
| 3.                      | «San Juanito»               | Gilbert Favre                    | Inti-Illimani            |          |  |
| 4.                      | «Kaimos»                    |                                  | Petros Pandis            | 4:04     |  |
| 5.                      | «Voy a vivir»               |                                  | Petros Pandis            | 4:15     |  |
| 6.                      | «Imaste Dio»                |                                  | Petros Pandis            | 2:47     |  |
| 7.                      | «Uns Bleibt Keine Wahl»     |                                  | Hannes Wader             | 2:37     |  |
| 8.                      | «Die Moorsoldaten»          |                                  | Hannes Wader             | 3:21     |  |
| 9.                      | «Caravan II Baghdad»        |                                  | Hamid Baroudi            | 5:18     |  |
| 10.                     | «Streets Of Algiers»        |                                  | Hamid Baroudi            | 4:15     |  |
| 11.                     | «Con amor»                  |                                  | Óscar Andrade            | 6:16     |  |
| 12.                     | «Dimensions»                |                                  | Óscar Andrade            | 6:21     |  |
| 13.                     | «Dromi Pali»                |                                  | María Farantoúri         | 4:36     |  |
| 14.                     | «Strefi»                    |                                  | María Farantoúri         | 3:11     |  |
| 15.                     | «La plegaria a un labrador» |                                  | María Farantoúri         | 3:21     |  |
| 16.                     | «Dioti Den Sinemorfothin»   |                                  | M. Farantoúri, P. Pandis | 3:02     |  |
| 17.                     | «Zamba del "Che"»           | Rubén Ortiz                      | Inti-Illimani            | 3:23     |  |
| 18.                     | «Mulata»                    | Nicolás Guillén, Horacio Salinas | Inti-Illimani            | 4:58     |  |
| 19.                     | «El pueblo unido»           | Sergio Ortega                    | Inti-Illimani            | 4:31     |  |